# Lindberg (Bayerischer Wald)
Lindberg település Németországban, azon belül Bajorországban. Lakosainak száma 2308 fő (2023. december 31.). Lindberg Frauenau, Zwiesel, Bayerisch Eisenstein, Modrava, Prášily és Železná Ruda községekkel határos.

## Népesség
| Lakosok száma | 1628 | 3556 | 2343 | 2296 | 2409 | 2366 | 2318 | 2307 | 2292 | 2308 |
|               | 1875 | 1950 | 1975 | 1987 | 2012 | 2014 | 2016 | 2017 | 2021 | 2023 |